# Federico Guglielmo di Brunswick
Federico Guglielmo di Brunswick, duca di Brunswick-Wolfenbüttel-Oels, per gli inglesi Brunswick, detto "il Duca Nero" (Braunschweig, 9 ottobre 1771 – Quatre-Bras, 16 giugno 1815), è stato un principe e generale prussiano.

## Biografia
Quarto figlio di Carlo Guglielmo Ferdinando, duca di Brunswick e di Augusta di Hannover, sorella di Giorgio III del Regno Unito, entrò nel 1789 nell'esercito prussiano e, divenuto capitano di fanteria, partecipò dal 1792 alle campagne contro la Francia rivoluzionaria.
Nel 1805, dopo la morte senza figli di Federico Augusto di Brunswick-Wolfenbüttel-Oels, ereditò il ducato di Oels, un piccolo principato nella Slesia subordinato al re di Prussia.
Sposò poi la principessa Maria del Baden, figlia di Carlo Luigi di Baden, dalla quale ebbe tre figli. Nel 1806 partecipò da maggior generale alla battaglia di Jena e di Auerstädt, dove il padre fu ferito mortalmente. A seguito della morte del padre ne divenne successore, non essendone i suoi fratelli all'altezza; tuttavia non poté entrare in possesso dei suoi domini, poiché con la pace di Tilsit il suo ducato fu incorporato nel regno di Vestfalia, di cui era divenuto re il fratello di Napoleone, Girolamo Bonaparte.
Fugge quindi prima a Bruchsal, nel Granducato di Baden, e poi, nel febbraio 1809, a Vienna.
Nello stesso mese fu sottoscritta dall'arciduca Carlo d'Asburgo-Teschen e dal tenente colonnello barone Guglielmo T. von Steinmetzen la convenzione fra l'Impero austriaco ed il ducato di Brunswick, che istituiva il corpo militare libero di Braunschweig. Il corpo era posto sotto la protezione dell'Austria, ma rimaneva autonomo; era istituito a spese del duca di Brunswick e fu utilizzato per combattere la Francia.
Da Vienna Federico Guglielmo si recò nel ducato di Oels, per iniziare da lì con il suo esercito la lotta contro la Francia napoleonica. Indebitando il suo principato di Oels e Bernstadt, riuscì a mettere su un esercito di 2.300 uomini per il 1º aprile del 1809.

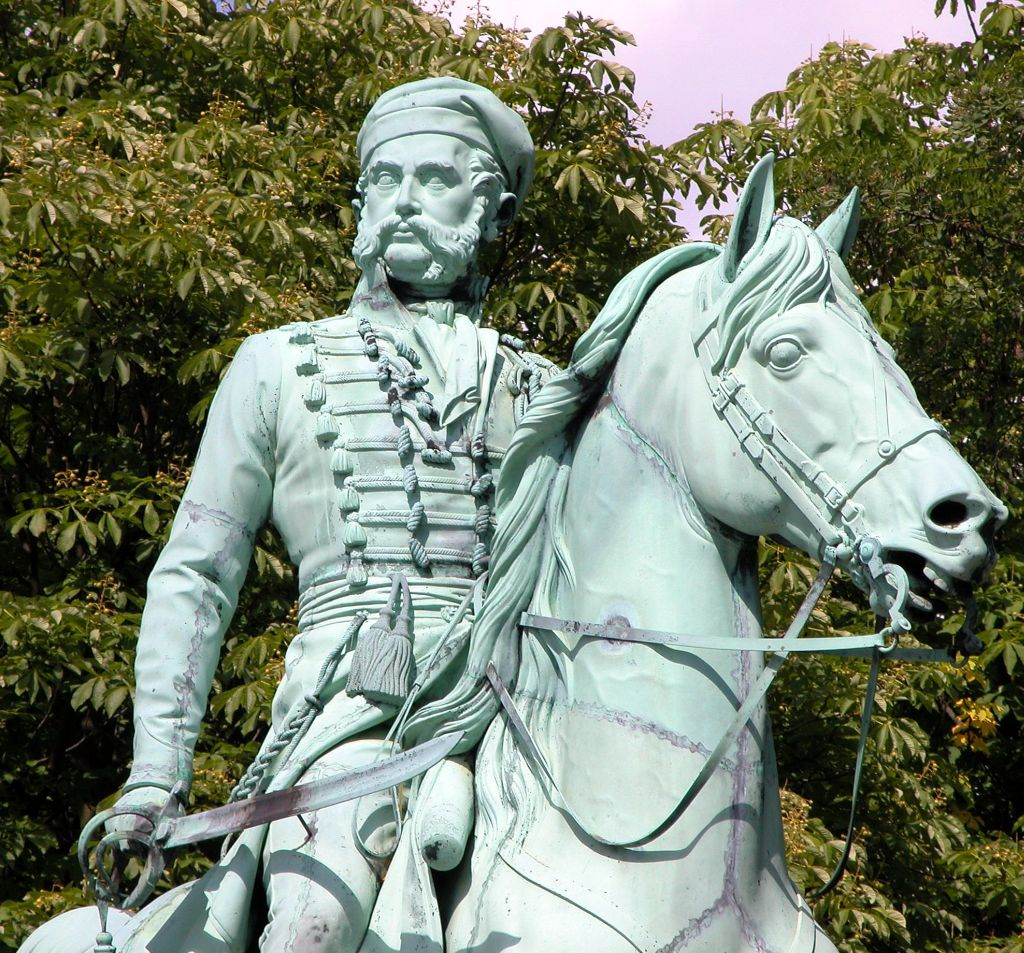
Il "Duca nero", statua a Braunschweig

Questo «Corpo ducale del Brunswick», con le proprie uniformi nelle quali predominava il nero (per compiangere l'occupazione delle loro terre da parte dei francesi), fu detto «Stormo nero» (o «Legione nera», come gli storici preferiscono solitamente chiamarlo) e attraversò, partendo dalla Boemia austriaca, i territori della Sassonia e della Vestfalia, verso Elfseth e Brake, dove riuscì ad imbarcarsi per il Regno Unito. Solo nel 1814 e nel 1816 lo «Stormo nero» riuscì a tornare nel Braunschweig, dopo aver combattuto con alterne fortune per la corona inglese. Nel frattempo si erano verificati importanti fatti. L'assalto nella battaglia di Halberstadt del 29 luglio 1809 e la battaglia di Ölper dinanzi alle porte di Braunschweig del 1º agosto dello stesso anno, nelle quali Federico Guglielmo si impose contro un nemico numericamente tre volte superiore, gli diedero fama e gloria. Lo «Stormo nero» se ne andò in Inghilterra ed il duca dovette stare impotente a guardare il suo piccolo esercito logorarsi nelle battaglie in Portogallo e Spagna inquadrati nella "Legione Tedesca del Re" (in inglese King's German Legion) agli ordini del cognato, il futuro re d'Inghilterra Giorgio IV.

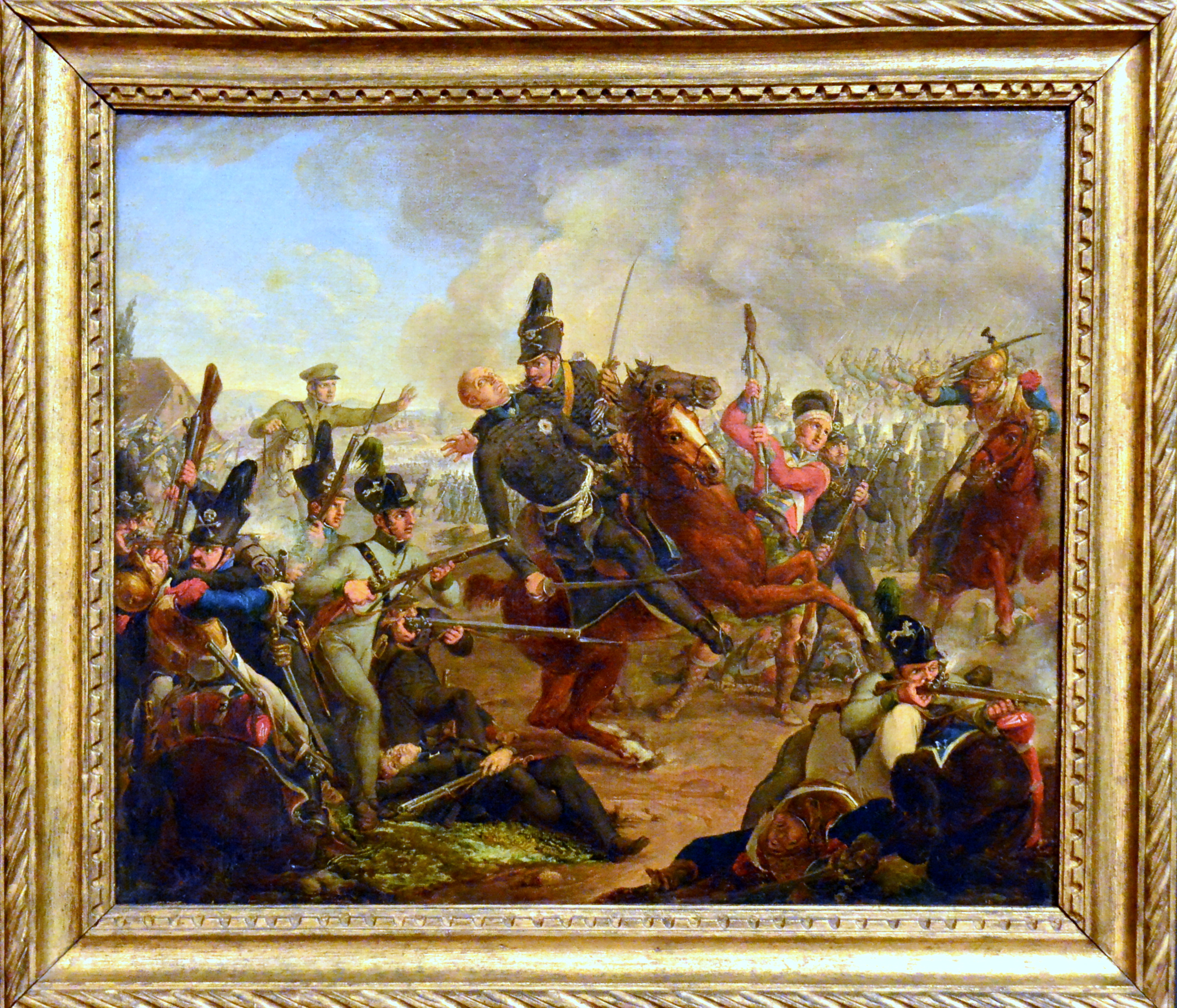
La morte del "Duca nero" in un dipinto del 1835 di Friedrich Matthäi.

Il 22 dicembre 1813 entrò nuovamente nel Braunschweig liberato dai prussiani. Quando Napoleone si fece nuovamente vivo sul teatro europeo nel 1815, Federico Guglielmo accorse nuovamente in aiuto del Regno Unito e della Prussia. Due giorni prima della battaglia di Waterloo, alla testa dei suoi temibili ulani, fu colpito mortalmente nella battaglia di Quatre-Bras da un colpo di moschetto nemico e quel che rimase dei suoi soldati rientrò faticosamente a Braunschweig sei mesi dopo.

## Discendenza
Dal matrimonio con Maria nacquero tre figli:
- Carlo (1804-1873), duca di Brunswick con il nome di Carlo II;
- Guglielmo Augusto Luigi Massimiliano Federico (1806-1884).
- Una figlia nata e morta il 7 dicembre 1808.

## Antenati
|                                                      |                             |                                             | Genitori                                  |  |  | Nonni |  |  | Bisnonni                                    |  |  | Trisnonni                                  |  |
|                                                      |                             |                                             |                                           |  |  |       |  |  | Ferdinando Alberto II di Brunswick-Lüneburg |  |  | Ferdinando Alberto I di Brunswick-Lüneburg |  |
|                                                      |                             |                                             |                                           |  |  |       |  |  | Ferdinando Alberto II di Brunswick-Lüneburg |  |  | Ferdinando Alberto I di Brunswick-Lüneburg |  |
|                                                      |                             | Cristina d'Assia-Eschwege                   |                                           |  |  |       |  |  | Ferdinando Alberto II di Brunswick-Lüneburg |  |  |                                            |  |
| Carlo I di Brunswick-Wolfenbüttel                    |                             |                                             |                                           |  |  |       |  |  | Ferdinando Alberto II di Brunswick-Lüneburg |  |  |                                            |  |
|                                                      |                             | Antonietta Amalia di Brunswick-Wolfenbüttel | Luigi Rodolfo di Brunswick-Lüneburg       |  |  |       |  |  |                                             |  |  |                                            |  |
|                                                      |                             | Antonietta Amalia di Brunswick-Wolfenbüttel | Luigi Rodolfo di Brunswick-Lüneburg       |  |  |       |  |  |                                             |  |  |                                            |  |
|                                                      |                             | Antonietta Amalia di Brunswick-Wolfenbüttel | Cristina Luisa di Oettingen-Oettingen     |  |  |       |  |  |                                             |  |  |                                            |  |
| Carlo Guglielmo Ferdinando di Brunswick-Wolfenbüttel |                             | Antonietta Amalia di Brunswick-Wolfenbüttel |                                           |  |  |       |  |  |                                             |  |  |                                            |  |
|                                                      |                             | Federico Guglielmo I di Prussia             | Federico I di Prussia                     |  |  |       |  |  |                                             |  |  |                                            |  |
|                                                      |                             | Federico Guglielmo I di Prussia             | Federico I di Prussia                     |  |  |       |  |  |                                             |  |  |                                            |  |
|                                                      |                             | Federico Guglielmo I di Prussia             | Sofia Carlotta di Hannover                |  |  |       |  |  |                                             |  |  |                                            |  |
| Filippina Carlotta di Prussia                        |                             | Federico Guglielmo I di Prussia             |                                           |  |  |       |  |  |                                             |  |  |                                            |  |
|                                                      |                             | Sofia Dorotea di Hannover                   | Giorgio I di Gran Bretagna                |  |  |       |  |  |                                             |  |  |                                            |  |
|                                                      |                             | Sofia Dorotea di Hannover                   | Giorgio I di Gran Bretagna                |  |  |       |  |  |                                             |  |  |                                            |  |
|                                                      |                             | Sofia Dorotea di Hannover                   | Sofia Dorotea di Celle                    |  |  |       |  |  |                                             |  |  |                                            |  |
| Federico Guglielmo di Brunswick                      |                             | Sofia Dorotea di Hannover                   |                                           |  |  |       |  |  |                                             |  |  |                                            |  |
|                                                      | Giorgio II di Gran Bretagna | Giorgio I di Gran Bretagna                  |                                           |  |  |       |  |  |                                             |  |  |                                            |  |
|                                                      | Giorgio II di Gran Bretagna | Giorgio I di Gran Bretagna                  |                                           |  |  |       |  |  |                                             |  |  |                                            |  |
|                                                      | Giorgio II di Gran Bretagna | Sofia Dorotea di Celle                      |                                           |  |  |       |  |  |                                             |  |  |                                            |  |
| Federico, principe del Galles                        | Giorgio II di Gran Bretagna |                                             |                                           |  |  |       |  |  |                                             |  |  |                                            |  |
|                                                      |                             | Carolina di Brandeburgo-Ansbach             | Giovanni Federico di Brandeburgo-Ansbach  |  |  |       |  |  |                                             |  |  |                                            |  |
|                                                      |                             | Carolina di Brandeburgo-Ansbach             | Giovanni Federico di Brandeburgo-Ansbach  |  |  |       |  |  |                                             |  |  |                                            |  |
|                                                      |                             | Carolina di Brandeburgo-Ansbach             | Eleonora Erdmuthe di Sassonia-Eisenach    |  |  |       |  |  |                                             |  |  |                                            |  |
| Augusta di Gran Bretagna                             |                             | Carolina di Brandeburgo-Ansbach             |                                           |  |  |       |  |  |                                             |  |  |                                            |  |
|                                                      |                             | Federico II di Sassonia-Gotha-Altenburg     | Federico I di Sassonia-Gotha-Altenburg    |  |  |       |  |  |                                             |  |  |                                            |  |
|                                                      |                             | Federico II di Sassonia-Gotha-Altenburg     | Federico I di Sassonia-Gotha-Altenburg    |  |  |       |  |  |                                             |  |  |                                            |  |
|                                                      |                             | Federico II di Sassonia-Gotha-Altenburg     | Maddalena Sibilla di Sassonia-Weissenfels |  |  |       |  |  |                                             |  |  |                                            |  |
| Augusta di Sassonia-Gotha-Altenburg                  |                             | Federico II di Sassonia-Gotha-Altenburg     |                                           |  |  |       |  |  |                                             |  |  |                                            |  |
|                                                      |                             | Maddalena Augusta di Anhalt-Zerbst          | Carlo Guglielmo di Anhalt-Zerbst          |  |  |       |  |  |                                             |  |  |                                            |  |
|                                                      |                             | Maddalena Augusta di Anhalt-Zerbst          | Carlo Guglielmo di Anhalt-Zerbst          |  |  |       |  |  |                                             |  |  |                                            |  |
|                                                      |                             | Maddalena Augusta di Anhalt-Zerbst          | Sofia di Sassonia-Weissenfels             |  |  |       |  |  |                                             |  |  |                                            |  |
|                                                      |                             | Maddalena Augusta di Anhalt-Zerbst          |                                           |  |  |       |  |  |                                             |  |  |                                            |  |